# Fudbalski Klub Škendija 2010-2011
Questa voce raccoglie le informazioni riguardanti il Fudbalski Klub Škendija nelle competizioni ufficiali della stagione 2010-2011.

## Rosa
| N. |                               | Ruolo | Calciatore              |
| -- | ----------------------------- | ----- | ----------------------- |
| 1  | Macedonia del Nord (bandiera) | P     | Hadis Veli              |
| 4  | Macedonia del Nord (bandiera) | C     | Nebi Mustafi (capitano) |
| 5  | Macedonia del Nord (bandiera) | C     | Medzit Neziri           |
| 6  | Macedonia del Nord (bandiera) | D     | Ardian Cuculi           |
| 7  | Macedonia del Nord (bandiera) | C     | Elmedin Redžepi         |
| 9  | Macedonia del Nord (bandiera) | A     | Genc Iseni              |
| 11 | Macedonia del Nord (bandiera) | A     | Ersen Sali              |
| 13 | Macedonia del Nord (bandiera) | D     | Nasir Azizi             |
| 14 | Macedonia del Nord (bandiera) | C     | Miroslav Jovanovski     |
| 15 | Macedonia del Nord (bandiera) | C     | Gjelbrim Taipi          |
| 16 | Macedonia del Nord (bandiera) | C     | Jasir Selmani           |
| 17 | Macedonia del Nord (bandiera) | D     | Ilir Elmazovski         |

| N. |                               | Ruolo | Calciatore         |
| -- | ----------------------------- | ----- | ------------------ |
| 18 | Macedonia del Nord (bandiera) | D     | Nenad Miškovski    |
| 19 | Macedonia del Nord (bandiera) | A     | Valmir Nafiu       |
| 20 | Macedonia del Nord (bandiera) | C     | Izair Emini        |
| 21 | Serbia (bandiera)             | D     | Vladimir Nikitović |
| 22 | Macedonia del Nord (bandiera) | C     | Muhamed Useini     |
| 23 | Macedonia del Nord (bandiera) | D     | Sedat Berisha      |
| 24 | Macedonia del Nord (bandiera) | A     | Estref Dehari      |
| 25 | Macedonia del Nord (bandiera) | C     | Karimani Besar     |
| 26 | Macedonia del Nord (bandiera) | P     | Suad Mehmedi       |
| -  | Macedonia del Nord (bandiera) | P     | Marko Jovanovski   |
| -  | Macedonia del Nord (bandiera) | C     | Oliver Peev        |
| -  | Macedonia del Nord (bandiera) | A     | Mensur Kurtiši     |